# Басовка (Воронежская область)
Басовка — село в Подгоренском районе Воронежской области Российской Федерации. Входит в Витебское сельское поселение.

## География
Село расположено на правом берегу Дона, на протоке Басовский Рукав.
Село, как и вся Воронежская область, живёт по Московскому времени.

## Население
| 2010 |
| ---- |
| 33   |

## Улицы
В селе 3 улицы — Дачная, Курортная и Центральная.

## Русская православная церковь
В 1903 году в селе была построена церковь Успения Пресвятой Богородицы.